# Pallacanestro Varese 2009-2010
Questa voce raccoglie le informazioni riguardanti la Pallacanestro Varese nelle competizioni ufficiali della stagione 2009-2010.

## Stagione
La stagione 2009-2010 della Pallacanestro Varese sponsorizzata Cimberio, è la 61ª nel massimo campionato italiano di pallacanestro, la Serie A.
All'inizio della nuova stagione la Lega Basket decise di modificare il regolamento riguardo al numero di giocatori stranieri da schierare contemporaneamente in campo. Si potevano iscrivere a referto 6 giocatori stranieri di cui massimo 3 non appartenenti a Paesi appartenenti alla FIBA Europe.
L'8 maggio 2010 la Cimberio ha centrato la salvezza battendo la Vanoli Cremona al PalaWhirlpool per 98-78.

## Roster
Aggiornato al 13 gennaio 2022.
| Cimberio Varese 2009-10 | Cimberio Varese 2009-10 |
| Giocatori               | Staff tecnico           |
| ----------------------- | ----------------------- |

| N. | Naz.                                        | Ruolo | Nome               | Anno | Alt.   | Peso   |  |
| -- | ------------------------------------------- | ----- | ------------------ | ---- | ------ | ------ |  |
| 4  | Italia (bandiera)                           | P     | Marco Passera      | 1982 | 181 cm | 75 kg  |  |
| 7  | Francia (bandiera)                          | AP    | Michel Morandais   | 1979 | 196 cm | 91 kg  |  |
| 8  | Italia (bandiera)                           | AC    | Riccardo Antonelli | 1988 | 206 cm | 92 kg  |  |
| 10 | Italia (bandiera)                           | AC    | Giacomo Galanda    | 1975 | 210 cm | 110 kg |  |
| 11 | Stati Uniti (bandiera)                      | GA    | Jobey Thomas       | 1980 | 194 cm | 90 kg  |  |
| 14 | Italia (bandiera)                           | AG    | Niccolò Martinoni  | 1989 | 202 cm | 88 kg  |  |
| 17 | Italia (bandiera)                           | AC    | Simone Cotani      | 1981 | 201 cm | 104 kg |  |
| 19 | Slovenia (bandiera)                         | AC    | Marko Tušek        | 1975 | 204 cm | 118 kg |  |
| 20 | Stati Uniti (bandiera)                      | G     | J.R. Reynolds      | 1984 | 188 cm | 86 kg  |  |
| 22 | Stati Uniti (bandiera)                      | P     | Randolph Childress | 1972 | 190 cm | 90 kg  |  |
| 31 | Italia (bandiera)                           | G     | Lorenzo Gergati    | 1984 | 190 cm | 86 kg  |  |
| 33 | Stati Uniti (bandiera) · Irlanda (bandiera) | G     | Donnie McGrath     | 1984 | 193 cm | 90 kg  |  |
| 35 | Stati Uniti (bandiera)                      | AC    | Ron Slay           | 1981 | 203 cm | 105 kg |  |
|    | Italia (bandiera)                           | AP    | Fabio Mian         | 1992 | 196 cm | 82 kg  |  |
|    | Bulgaria (bandiera)                         | AP    | Hristo Zahariev    | 1990 | 198 cm | 90 kg  |  |
| -  | Italia (bandiera)                           | A     | Marco Chiesa       | 1991 |        |        |  |
| -  | Italia (bandiera)                           | A     | Manuel Terzaghi    | 1991 | 197 cm |        |  |

| Allenatore                                                                     |
| - Stefano Pillastrini                                                          |
| Assistente/i                                                                   |
| - Daniele Cavicchi Legenda - (C) Capitano - (IN) Inattivo - Infortunato Roster |

## Mercato

### Sessione estiva
| Acquisti | Acquisti          | Acquisti          | Acquisti         | Acquisti |
| R.a      | Nome              | da                | Modalità         |          |
| -------- | ----------------- | ----------------- | ---------------- | -------- |
| AC       | Ron Slay          | Juvecaserta       | definitivo       |          |
| AG       | Niccolò Martinoni | Pall. Treviso     | rinnovo prestito |          |
| AP       | Michel Morandais  | Nancy             | definitivo       |          |
| GA       | Jobey Thomas      | Olimpia Milano    | definitivo       |          |
| AP       | Fabio Mian        | ASAR Romans       | definitivo       |          |
| AP       | Hristo Zahariev   | Fortitudo Bologna | definitivo       |          |

| Cessioni | Cessioni           | Cessioni          | Cessioni       | Cessioni |
| R.       | Nome               | a                 | Modalità       |          |
| -------- | ------------------ | ----------------- | -------------- | -------- |
| G        | Dimitri Lauwers    | Virtus Bologna    | fine prestito  |          |
| AC       | Kaniel Dickens     | Nancy             | fine contratto |          |
| AG       | Salvatore Genovese | Fortitudo Bologna | fine contratto |          |
| GA       | Misan Nikagbatse   | Free agent        | fine contratto |          |

### Dopo l'inizio della stagione
| Acquisti | Acquisti       | Acquisti   | Acquisti         | Acquisti   |
| R.       | Nome           | da         | Data             | Modalità   |
| -------- | -------------- | ---------- | ---------------- | ---------- |
| AC       | Marko Tušek    | Free agent | 5 novembre 2009  | definitivo |
| G        | J.R. Reynolds  | Free agent | 21 novembre 2009 | definitivo |
| G        | Donnie McGrath | AEK Atene  | 5 gennaio 2010   | definitivo |

| Cessioni | Cessioni        | Cessioni     | Cessioni        | Cessioni    |
| R.       | Nome            | a            | Data            | Modalità    |
| -------- | --------------- | ------------ | --------------- | ----------- |
| AP       | Hristo Zahariev | Čern. Burgas | 20 gennaio 2010 | rescissione |